# آرمن مارتیروسیان (موسیقی‌دان)
آرمِن مارتیروسیان (ارمنی: Արմեն Մարտիրոսյան; انگلیسی: Armen Martirosyan؛ زادهٔ ۱۸ فوریهٔ ۱۹۶۳) یک موسیقی‌دان و آهنگساز اهل ارمنستان است. وی از سال ۱۹۹۳ میلادی تاکنون مشغول فعالیت بوده‌است.

## زندگی‌نامه
در سال ۱۹۷۸ مارتیروسیان در سن ۱۴ سالگی ادوارد میرزویان، رئیس اتحادیه آهنگسازان ارمنستان را ملاقات نمود و در سال ۱۹۸۰ در کلاس آهنگسازی وی در کنسرواتوار دولتی کومیتاس ایروان شرکت نمود. از سال ۱۹۹۱ تا ۱۹۹۵ وی به عنوان نوازنده پیانو در سوئیس فعالیت نمود. در سال ۱۹۹۷ وی کارگردان هنری و رهبر گروه Armenian Jazz Band (AJB) شد. از سال ۱۹۹۵ تا ۱۹۹۷ وی به عنوان تهیه‌کننده و تنظیم‌کننده در Armenian Song Theatre فعالیت می‌کرد. مارتیروسیان ترانه‌های ورودی ارمنستان در مسابقه آواز یوروویژن ۲۰۰۶ در آتن «بدون عشق تو»، مسابقه آواز یوروویژن ۲۰۱۰ در اسلو «هسته زردآلو» و مسابقه آواز یوروویژن ۲۰۱۵ در وین «با سایه روبه‌رو شو» را آهنگسازی نمود.